# 古屋兔丸
古屋兔丸（日语：／ Furuya Usamaru，1968年1月25日—）是一名日本男性漫畫家，出身於東京都。多摩美術大學美術学部繪畫科（專修油畫）畢業。

## 簡介
1994年，於《GARO》月刊發表四格漫畫處女作《Palepoli》。
研究生畢業後在高中當美術講師，並決志當一名藝術家，同期兼職創作漫畫《捷徑》、《瑪莉的音樂盒》、《Garden》、《塑料女孩》。
2002年，決志轉向當一名全職漫畫家。開始於小學館的《週刊Big Comic Spirits》連載《π 圓周率》。
2005年，參與電影《ZOO 向陽之詩》（原作為小說家乙一）的劇本創作，並繪畫電影影碟封套的插圖。

## 作品列表

### 連載漫畫
- 《short cuts》（捷徑）（小學館 週刊Young Sunday）
- 《瑪莉的音樂盒》（幻冬舎）全2卷
  - 《玛丽的音乐盒》（太田出版）全1卷
- 《π-圓周率-》（小學館、Big Comic Spirits週刊 2002年41号 - 2005年12号）全9卷
- 《循環自殺》（ワンツーマガジン社） 全1卷
- 《Happiness》（幸福）（小學館） 全1卷
- 《荔枝☆光俱樂部》 原作：日本劇作家飴屋法水（太田出版） 全1卷
  - 衍生作品：《BOKURANO 光俱樂部》（太田出版） 全2卷
- 《守護她的51種方法》（新潮社）全5卷
- 《Innocents 少年十字軍》（太田出版）全5卷，連載於《漫畫情愛F》
- 《幻象畢卡索》（集英社）全3卷
- 《人間失格（日语：人間失格 (漫画)）》 原作：太宰治（新潮社），連載開始於2009年《漫畫一束週刊》10号。2010年8月《漫畫一束》休刊，連載轉移到《漫畫一束月刊》。2011年6月号完結。
- 《帝一之國》（集英社），連載於《Jump Square》
- 《POP君》，連載於《讀賣新聞》
- 《我想被高中女生殺死》（女子高生に殺されたい），全2卷，連載於《GoGo Bunch（ゴーゴーバンチ）》（新潮社）vol.01-vol.12。

### 單行本・結集
- 《Palepoli》（太田出版） ISBN 978-4872337495
- 《塑料女孩》（河出書房新社） ISBN 4309264247
- 《Garden》（イーストプレス） ISBN 4872572041
- 《Wsamarus・2001》（イーストプレス） ISBN 487257222X
- 《鈍器降臨》（メディアファクトリー） ISBN 4840110387
- 《少年少女漂流記》，與小説家乙一以筆名「古屋×乙一×兎丸」共同創作，（集英社） ISBN 4087748545

### 畫集
- 《Flowers》（アスペクト）ISBN 4757215177

## 資料來源
1. ↑  《漫画家人名事典》, 聯營公司出版、2003年2月25日初版發行、ISBN 4-8169-1760-8、33頁
2. ↑  .   [2021-08-19]. （原始内容存档于2021-02-07）.

## 外部連結
- ウサギ☆ひとりクラブ （页面存档备份，存于） 古屋兎丸博客
- 古屋兔丸的X（前Twitter）